# 杨智勇
杨智勇（1975年11月—），湖南宁乡人，中华人民共和国政治人物。

## 生平
1975年11月，杨智勇出生在湖南省宁乡县（今宁乡市）。1993年，杨智勇考入湖南师范大学历史系，1995年12月加入中国共产党，1997年毕业后留校工作，在校期间取得历史学硕士学位、历史学博士学位。
2016年8月，杨智勇出任中共资阳区委副书记。2017年5月，杨智勇调任中共沅江市委副书记，8月兼任代理市长，12月正式任市长。2021年7月晋升中共沅江市委书记。